# Neauphlette
Neauphlette település Franciaországban, Yvelines megyében. Lakosainak száma 872 fő (2022. január 1.). Neauphlette Gilles, Guainville, Boissy-Mauvoisin, Bréval, Longnes és Ménerville községekkel határos.

## Népesség
A település népességének változása:
| Lakosok száma | 868  | 849  | 856  | 826  | 817  | 823  | 839  | 856  | 872  |
|               | 2013 | 2015 | 2016 | 2017 | 2018 | 2019 | 2020 | 2021 | 2022 |